# Nieścierowicze (przystanek kolejowy)
Nieścierowicze (biał. Несцеравічы, ros. Нестеровичи) – przystanek kolejowy w pobliżu miejscowości Astrouski i Nieścierowicze, w rejonie świsłockim, w obwodzie grodzieńskim, na Białorusi.